# Nivelon de Quierzy
Nivelon de Quierzy (ou de Chérisy), né à une date inconnue et mort le 13 septembre 1207 à Bari (Italie) était évêque de Soissons, archevêque de Thessalonique et un croisé.

## Famille
Il était le fils de Gérard II seigneur de Quierzy et d'Agnès de Longpont. Nivelon était issu d'une noble famille qui comptait de nombreux hommes d'Église tels Guy de Château-Porcien, Jacques de Bazoches, Nivelon et Milon de Bazoches. Sa sœur Héloïse de Quierzy prit l’habit bénédictin à l'Abbaye de Saint-Jean-aux-Bois.

## Sacerdoce
Nivelon fut nommé évêque de Soissons le 9 août 1175 et entama la construction de la Cathédrale Saint-Gervais-et-Saint-Protais de Soissons. Il participa au Troisième concile du Latran de 1179 et participa à une ambassade pour Philippe Auguste vers Philippe de Souabe, Roi des Romains en vue de conclure une alliance contre Richard Cœur de Lion et son allié Otton IV du Saint-Empire.

## Croisade
Nivelon participa à la Quatrième croisade, après la chute de Zadar, il retourne à Rome pour demander de l'aide au Pape et tenter d'expliquer la position des croisés, ils seront excommuniés pour le sac de la ville qui était catholique.
En 1204, après la prise de Constantinople, Nivelon fut un des électeurs de Baudouin Ier de Constantinople et chargé d'annoncer son élection; il ramena en France des reliques comme deux morceaux de la Vraie Croix, une épine issue de la couronne d'épines, la tête de Jean le Baptiste, un coude d'Étienne et un morceau de tissu utilisé par Jésus de Nazareth lors de la Cène.
Le pape décide de la faire premier archevêque de Thessalonique en 1205, tout en lui permettant de garder l'évêché de Soissons. 
Il rentra en 1205, après la bataille d'Andrinople en voulant recruter de nouveaux croisés.
Il décéda en 1207 dans les Pouilles sur le chemin vers les croisés et fut enseveli dans la Basilique San Nicola de Bari. Aymard de Provins lui succède sur le trône épiscopal.

### Sources
- Généalogie de Nivelon de Quiery
- Cartulaire de St-Crépin-en-Chaye (Stein 3350), B.N lat. 18372, folio 25v.